# Colatooecia serrulata
Colatooecia serrulata är en mossdjursart som först beskrevs av Smitt 1873.  Colatooecia serrulata ingår i släktet Colatooecia och familjen Colatooeciidae.
Artens utbredningsområde är Mexikanska golfen. Inga underarter finns listade i Catalogue of Life.